# Madagh (Maroc)
Pour l’article homonyme, voir Madagh.
 (novembre 2012).
Si vous disposez d'ouvrages ou d'articles de référence ou si vous connaissez des sites web de qualité traitant du thème abordé ici, merci de compléter l'article en donnant les références utiles à sa vérifiabilité et en les liant à la section « Notes et références ».
Madagh, ou Madarh, est une ville du nord-est du Maroc, chef-lieu de la commune rurale du même nom. Les habitants de Madagh sont issus de la tribu des Ouled Sghir de la tribu arabe des Ahl Angad d’Oujda, établie en 1830 sur la plaine de Triffa, dans la région des Yat Iznassen.
Madagh se trouve au nord-ouest de Berkane, non loin d'Oulad Zenati.
C'est là qu'est située la zawiya mère de la tariqa Qadiriya Boutchichiya.
À l'occasion du Mawlid et de l'Aïd el-Fitr, la zawiya de Madagh voit sa population monter à plus de 150 000 personnes venant de toute part, le temps d'un soir, venus saluer le maître et vivre au gré des invocations. Les habitants, majoritairement paysans, offrent alors des plats assez copieux (couscous de divers céréales notamment) aux pèlerins. Ces derniers sont très souvent en argile cuite (ghasrah en arabe) dans laquelle la semoule chaude et préparée est disposée. L'accompagnement (légumes secs et frais, viandes ou encore têtes et pieds d'agneaux, chèvres ou autres ovins) surmonte cette semoule, et est constamment arrosé avec le jus de cuisson subtilement épicé à la convenance des convives.
D'importants travaux voient le jour à la zawiya depuis 2005, année du début d'un grand chantier visant à la construction d'une université d'études islamiques. Ces lieux permettent aussi de recevoir les visiteurs issus de tous les pays. On assiste en particulier à une recrudescence d'occidentaux convertis à l'Islam.

## Coordonnées géographiques
Latitude : 35 00' 18 (35.005)
Longitude : -2 20' 18 (-2.338)